# Red Force
Red Force – stalowa kolejka górska typu giga coaster firmy Intamin w parku Ferrari Land w Hiszpanii. Najwyższa (112 m) i najszybsza (180 km/h) kolejka górska o najwyższym spadku (105,2 m) w Europie, a od listopada 2024 roku, po usunięciu kolejki Kingda Ka, jest też 2. najwyższą kolejką górską na świecie. Pod względem trasy przejazdu Red Force stanowi niższy odpowiednik dwóch wybudowanych wcześniej kolejek tego typu: Top Thrill Dragster (obecnie Top Thrill 2) w parku Cedar Point i Kingda Ka w parku Six Flags Great Adventure w USA.

## Tematyzacja
161 podpór podtrzymujących szary tor kolejki zostało pomalowanych na charakterystyczny kolor czerwony rosso corsa. Na wieży podpierającej główne wzniesienie kolejki umieszczono trzy tarcze – jedną z przodu, dwie z tyłu – z logo Ferrari. Pociągi stylizowane są na pojazdy formuły jeden.

## Opis przejazdu
Po opuszczeniu stacji pociąg wyjeżdża powoli na segment startowy, a następnie zostaje przyspieszony za pomocą napędu LSM umieszczonego w torze do prędkości 180 km/h, którą osiąga w czasie 5 s na odcinku o długości 140 m (średnie przyspieszenie 1,02 g). Pociąg wspina się pionowo na główne wzniesienie (przeciążenie dodatnie 4,8 g u dołu wzniesienia), wykonuje obrót wokół osi podłużnej o 90° w prawo i osiąga szczyt wzniesienia. Następnie zjeżdża ze wzniesienia pionowo w dół o 102,5 m, wykonując przy tym obrót o 90° w lewo. Po zjechaniu ze wzniesienia głównego pociąg zostaje spowolniony przez pierwszy segment hamulców, pokonuje niskie wzniesienie i zostaje zupełnie wyhamowany, po czym wykonuje skręt w lewo o 180° i wraca na stację.

## Miejsce w rankingach
Kolejka górska Red Force zajęła 1. miejsce w rankingu European Star Award dziesięciu najlepszych nowych kolejek górskich w Europie wybudowanych w 2017 roku.
| European Star Award – Top 10 stalowych kolejek górskich w Europie | European Star Award – Top 10 stalowych kolejek górskich w Europie | European Star Award – Top 10 stalowych kolejek górskich w Europie |
| ----------------------------------------------------------------- | ----------------------------------------------------------------- | ----------------------------------------------------------------- |
| 2017                                                              | 2018                                                              | 2019                                                              |
| –                                                                 | 7                                                                 | –                                                                 |